# Запорожская детская железная дорога
Запорожская детская железная дорога (укр. Запорізька дитяча залізниця) — учреждение внешкольного образования детей в городе Запорожье, знакомящее их с железнодорожными специальностями. Одна из самых молодых и самая протяжённая детская железная дорога Украины, третья по длине на территории бывшего СССР (после Свободненской и Малой Царскосельской). При ДЖД есть учебно-лабораторный комплекс, зооуголок. Подвижным составом ДЖД являются тепловозы ТУ2-136, ТУ2-144 и шесть пассажирских вагонов ПВ40.

## История

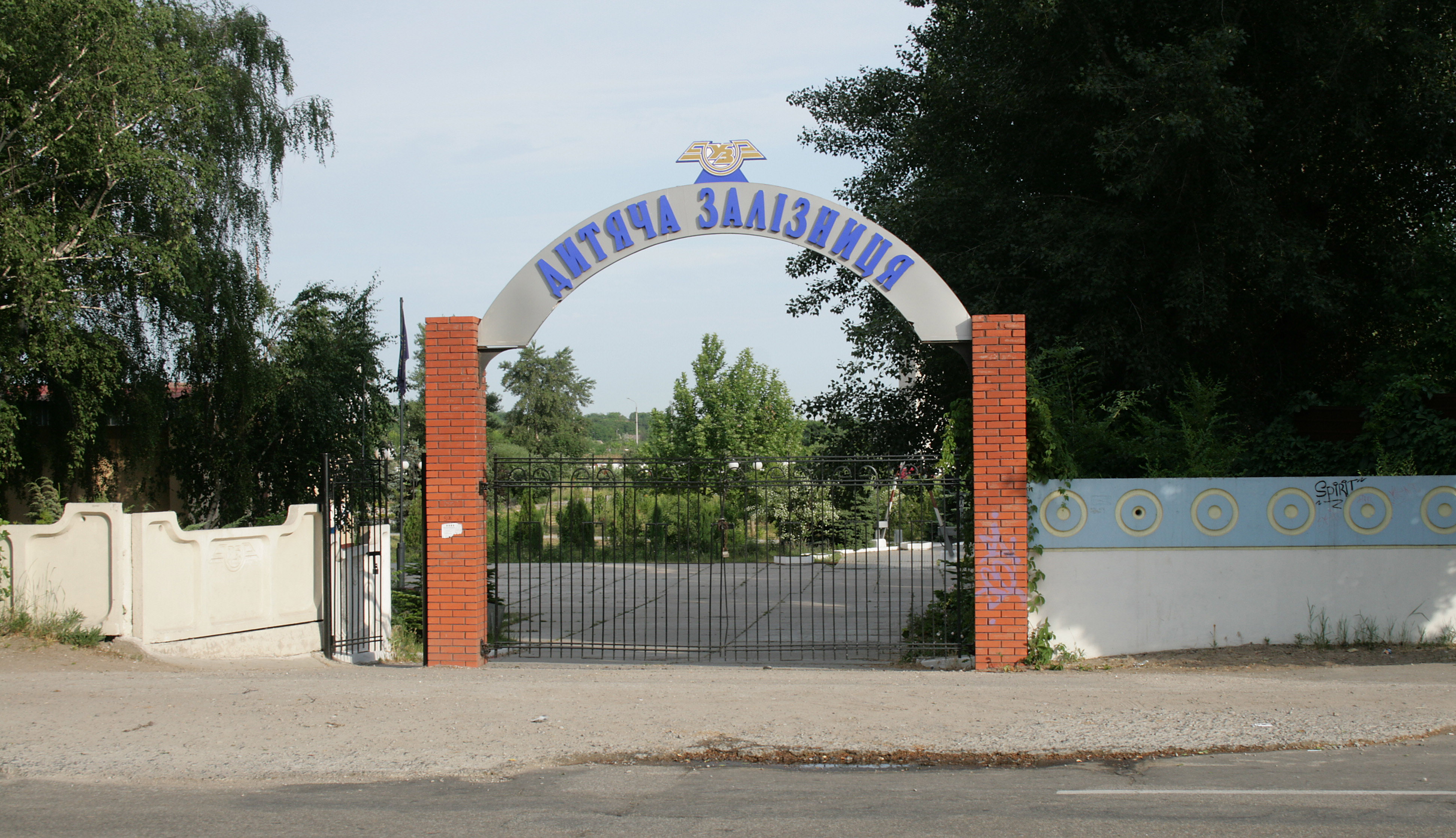
Вход со стороны Привокзальной улицы

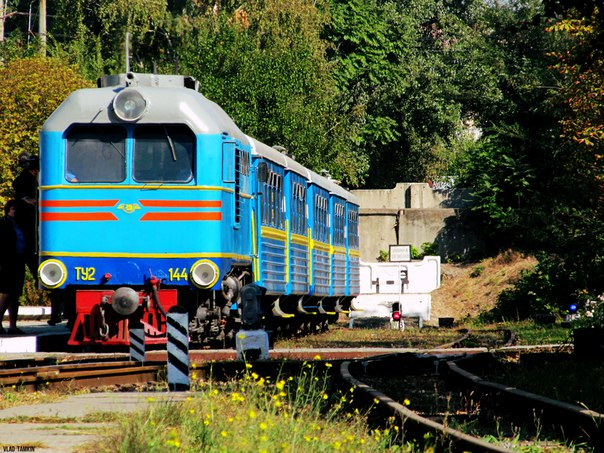
ТУ2-144 перед подачей к станции Южная

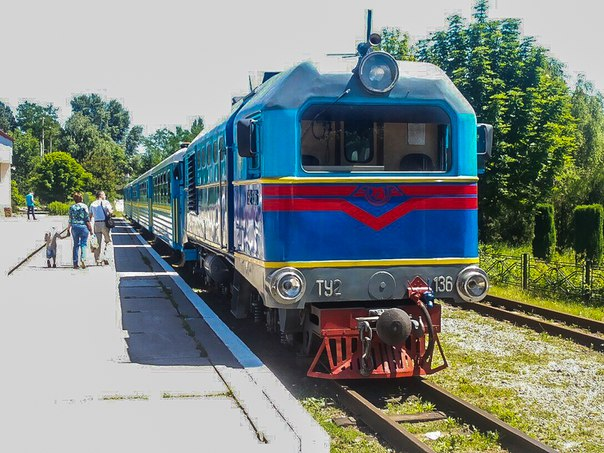
ТУ2-136

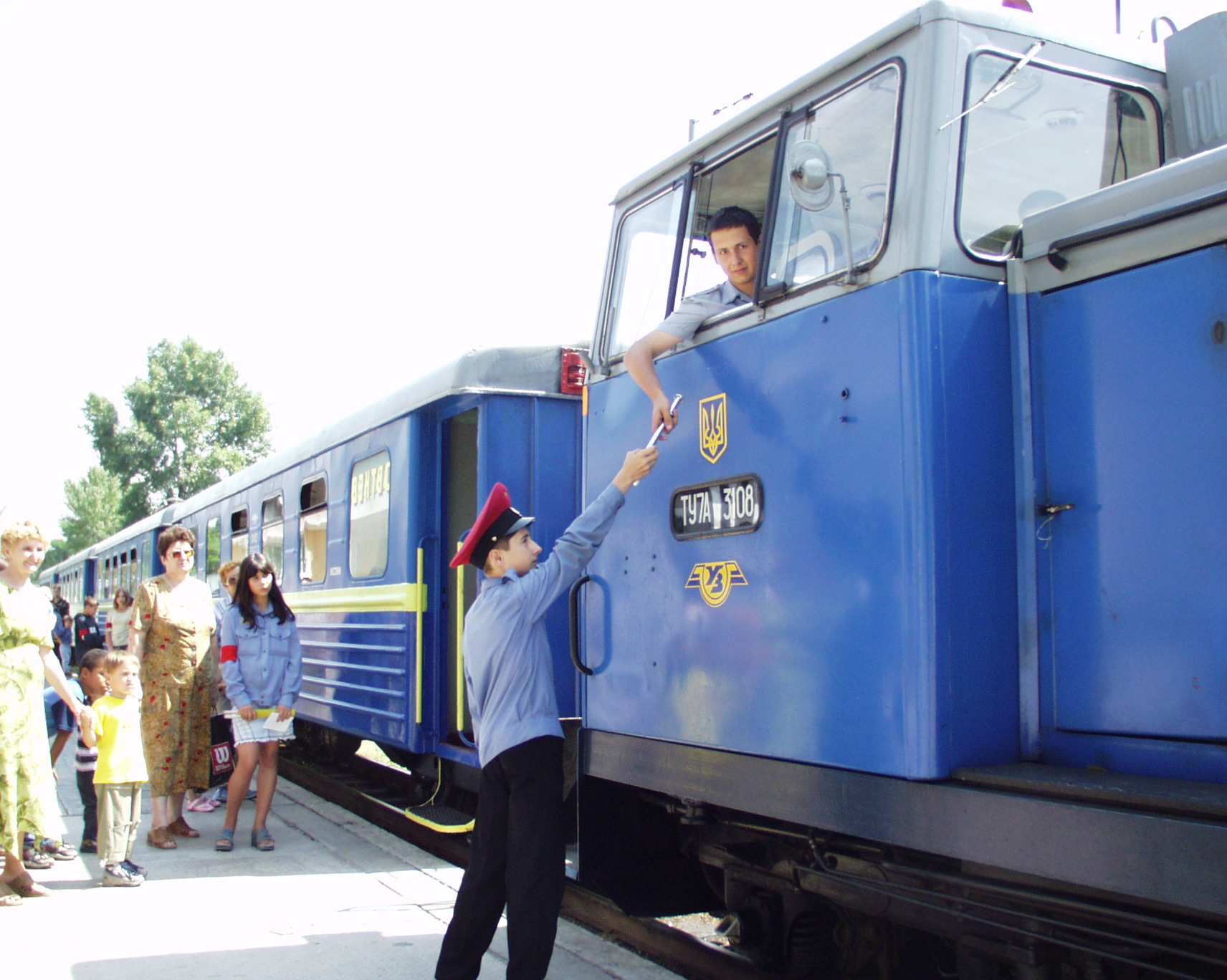
Дежурный по станции передаёт жезл машинисту тепловоза

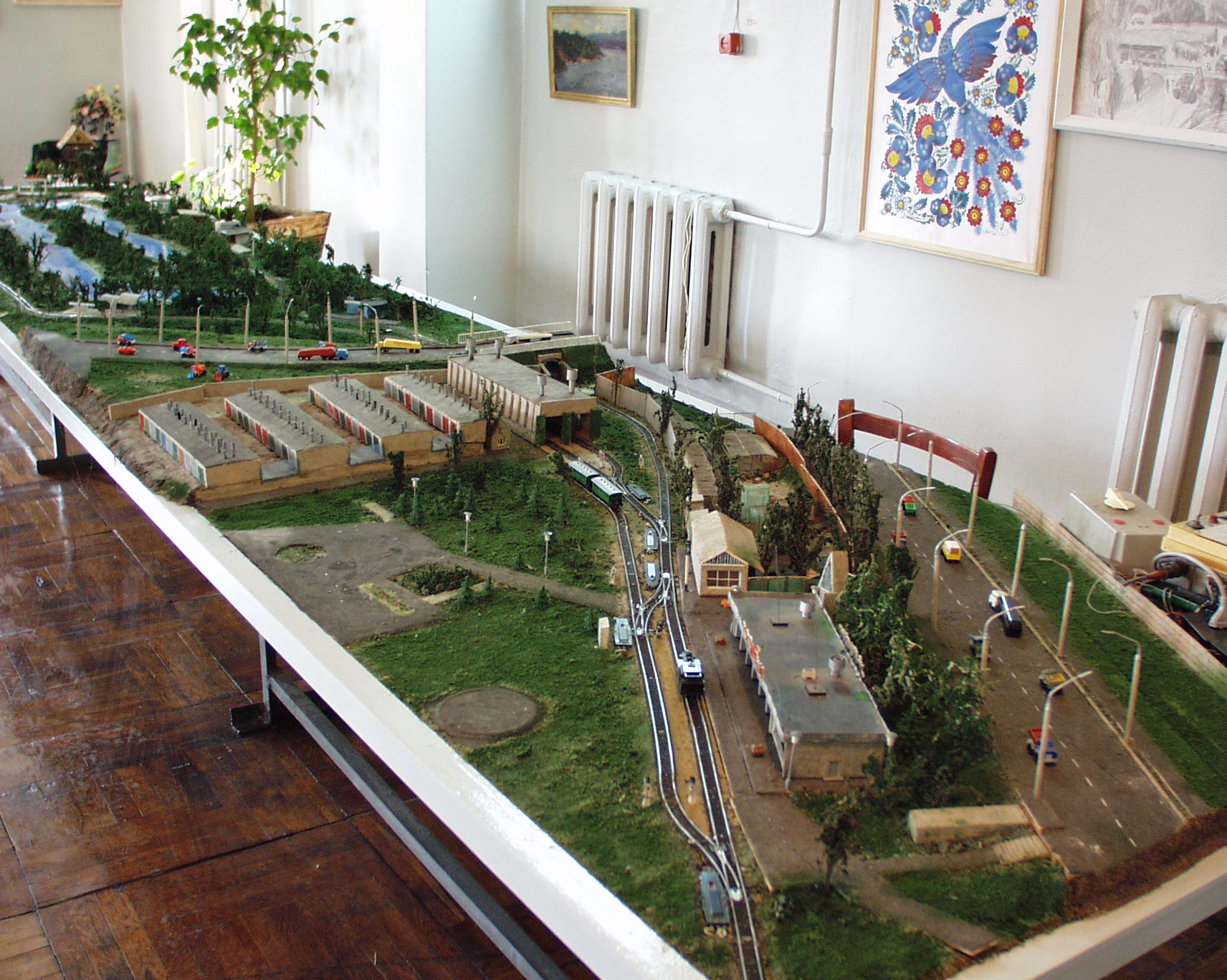
Макет вокзала, депо и прилежащих дорог

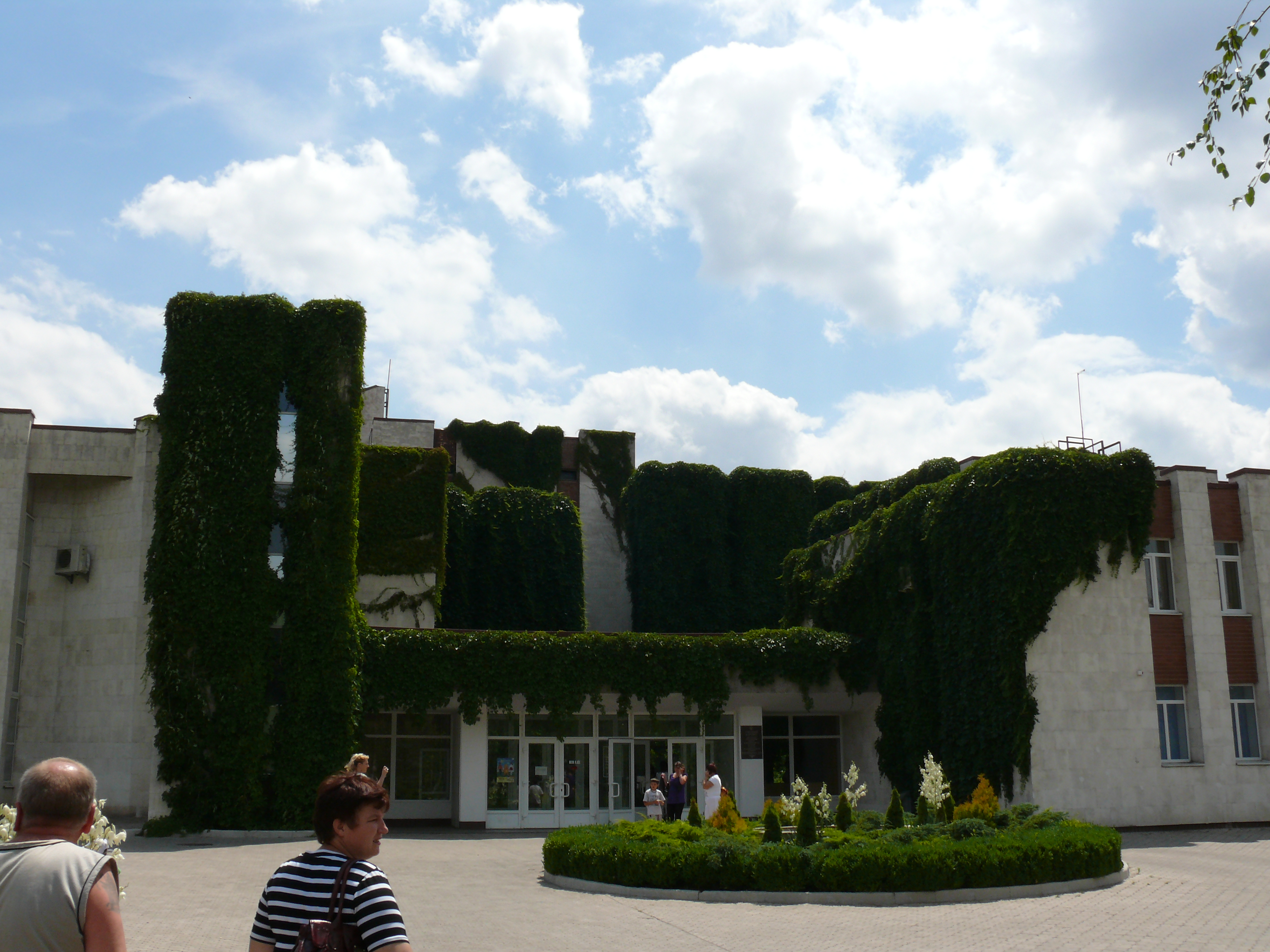
Учебно-лабораторный корпус

Среди инициаторов создания ДЖД называются начальник Приднепровской железной дороги Ломоносов (который был выпускником ростовской ДЖД), комсомольцы электровозоремонтного завода и автозавода «Коммунар». Они же выбрали место строительства железной дороги — приднепровские плавни возле станции «Запорожье-1» и корпусов автозавода. Многие комсомольские организации города участвовали в строительстве. Среди них были молодые рабочие электровозоремонтного завода, Запорожского отделения Приднепровской железной дороги, заводов «Коммунар», имени Войкова, «Запорожсталь», моторостроительного и швейного объединений, студенты машиностроительного института. Комсомольцы объявили месячник сбора металлолома на будущие железнодорожные рельсы, и запорожские школьники собрали более полутора тысяч тонн металла, который пошёл на «пионерскую плавку».
Вырученные средства направили на продолжение строительства ДЖД. К середине мая 1972 года все строительные работы закончили, уложили 3,46 км путей на песчаном балласте, оборудовав таким образом три станции: Жовтневую (Октябрьскую), Спортивную и Юных чапаевцев с промежуточной платформой Пионерской. На железную дорогу доставили тепловоз «ТУ2-077», паровоз «Кп4-456» и пять вагонов.
Торжественное открытие ДЖД состоялось 19 мая 1972 года в день 50-летия пионерской организации. На митинге присутствовали руководители местной власти и Приднепровской железной дороги. В 14:00 со станции Октябрьской отправился первый поезд, которым управлял молодой машинист Геннадий Стасенко, ставший впоследствии начальником локомотивного депо «Запорожье-2». Организация движения поездов осуществлялась телефонной связью, а в дальнейшем и электрожезловой системой.
На главной станции — Жовтневой — был сооружён вокзал и двустойловое локомотивное депо. Из подвижного состава на дороге был тепловоз ТУ2-077, паровоз П24 и 5 вагонов Pafawag.
Раиса Козак, которая стала начальником ДЖД с момента её формирования как самостоятельного подразделения Приднепровской железной дороги, в апреле 1973 года создала детский духовой оркестр. Впоследствии на ДЖД появились также вокально-инструментальный ансамбль, кино-, фото-, кружок железнодорожного моделирования, спортсекции. Раиса Козак была начальником ДЖД до сентября 2012 года.
С ноября 1973 года начали готовить проект строительства второй очереди детской железной дороги, и в мае 1974 года начали её укладывать. Дополнительно построили остановки Обелиск Славы, Комсомольскую, Гребной канал. Были получены тепловоз, пять вагонов и две грузовые платформы. Торжественное открытие второй очереди ДЖД состоялось 17 мая 1975 года.
В 1973 году была построена вторая очередь дороги — дорога замкнулась в петлю вокруг гребного канала, при этом её длина увеличилась до 9,4 км (в том числе длина главного пути — 8,6 км), при этом станция Октябрьская осталась тупиковой. В 1975 году на дорогу прибыло пополнение — ещё один тепловоз ТУ2, 5 вагонов Pafawag и 2 грузовые платформы. Также на дороге были открыты кружки железнодорожного моделизма, музыкальная студия, спортивные секции.
В сентябре 1976 года на станции Октябрьской открыли зооуголок, первым его обитателем стал медвежонок Кузя из Новокузнецка — города-побратима Запорожья. Из заповедника «Аскания-Нова» привезли 18 видов редких птиц. Сейчас зооуголок превратился в настоящий зоопарк, где за животными ухаживают дети. Впоследствии переименовали большинство остановок. В частности, станциям Пионерская и Комсомольская дали имена юных героев Великой Отечественной войны, действовавших на территории области.
28 декабря 1977 года Запорожской ДЖД было присвоено имя космонавта Павла Поповича.
В 1980 году на дорогу прибыл ещё один тепловоз ТУ2, а большинство остановочных пунктов были переименованы.
29 октября 1982 в День комсомола Запорожской детской железной дороге вручают премию Ленинского комсомола.
В 1983-84 годах произошло значительное переоснащение ДЖД. Были выведены из эксплуатации все вагоны Pafawag, а вместо них дорога получила 6 вагон ПВ40, которые используются до настоящего времени. Был построен четырёхэтажный учебно-лабораторный комплекс (сдан в 1985 г.), где разместили все бывшие кружки и открыли новые: танцевальный, хоровой.
В 1990 году над линией детской железной дороги в направлении близлежащего жилмассива был отсыпан холм, в котором был проложен тоннель. На порталах тоннеля были устроены ворота, и теперь тоннель используется для отстоя вагонов.
В середине 1990-х годов ДЖД получила тепловоз ТУ7-3108, который с тех пор стал основным.
В конце 1990-х — начале 2000-х годов в кружках, действующих на детской железной дороге, ежегодно занималось до тысячи юных железнодорожников. Обучение велось железнодорожным профессиям — начиная от проводника и машиниста до начальника станции. Летом проходила практика, при которой всю работу, выполняли сами учащиеся. Юные железнодорожники работали в локомотивном депо, обслуживали пассажирский вокзал, стрелочный хозяйство и прочее. Такая практика приводила к тому, что около 30-45 % учеников выбирали профессию, связанную с железной дорогой.
Весной 2002 года была проведена реконструкция дороги: капитально отремонтирована станция Жовтневая, отремонтированы платформы, переложены пути. Тогда же был списан и первый тепловоз ТУ2-077.
В 2006 году юные железнодорожники ездили для обмена опытом на железную дорогу в Берлине.
На станции Жовтневая в 1970-х на постаменте был установлен паровоз Кп4-456. В апреле-мае 2012 года при очередной покраске вместо пятиконечной звезды на паровозе нарисовали украинский трезубец, но впоследствии трезубец убрали.
В 2012 году, в преддверии 9 мая на остановке «30 лет Победы» открыли мемориальный комплекс с вечным огнём.
В связи с декоммунизацией, станция Октябрьская (Жовтневая) в 2016 году была переименована в станцию Южная (укр. Південна).

## Современность
На сегодняшний день Запорожская детская железная дорога — одна из лучших дорог Украины. Она работает круглый год, а в дни каникул — каждый день, кроме понедельника и вторника. С 2012 года начальником ЗДЖД является М. Чёрненький.
Планировалось, что в 2013 году на развитие и содержание ДЖД будет направлено более 700 тыс. грн.
Выпускники
Выпускниками ДЖД комплектовались коллективы запорожского, мелитопольского, симферопольского железнодорожных узлов. В интервью 2012 года Раиса Козак отмечала, что почти треть коллектива запорожского железнодорожного узла являются выпускниками ДЖД, которые работают в дирекции Приднепровской железной дороги, начальниками станций, дежурными по станциям, диспетчерами.

## Адрес
- 69118, Украина, Запорожье, улица Привокзальная (ранее Луначарского), 1
- Тел. для справок: +38 (061) 764-41-44